# Новотитарівська
Новотитарівська (рос. Новотитаровская) — станиця в Дінському районі Краснодарського краю. Центр Новотитарівського сільського поселення, до якого входять крім самої станиці хутори Карла Маркса, Белевці, Приймаки, Осічки.

## Історія
У 1906 році було відкрито філіал українського товариства "Просвіта" у станиці Новотитарівській.

## Сьогодення
Населення — 24,9 тис. мешканців (2005), друге місце по району після Дінської.
Станиця розташована на берегах річки Понура (права притока Кубані) і її приток, у степовій зоні, за 16 км на захід від районного центру — станиці Дінська. Залізнична станція Титарівка на залізниці Краснодар (22 км) — Тимашевськ (46 км), приміські потяги.